# Административное деление Ростова-на-Дону
Город Ростов-на-Дону и соответствующий ему городской округ делится на 8 районов города.
В рамках административно-территориального устройства, он является городом областного значения.
В рамках местного самоуправления, город составляет единое муниципальное образование город Ростов-на-Дону со статусом городского округа.
Районы города как внутригородские административно-территориальные единицы не являются муниципальными образованиями. Границы районов зафиксированы актами об образовании этих районов.

## Районы города
| Дата | Название        | Площадь, км² | Население, чел. | Код ОКАТО  |
| ---- | --------------- | ------------ | --------------- | ---------- |
| 1985 | Ворошиловский   | 38,0         | ↗222 591        | 60 401 362 |
| 1937 | Железнодорожный | 69,0         | ↗108 231        | 60 401 364 |
| 1936 | Кировский       | 18,6         | ↘59 561         | 60 401 368 |
| 1920 | Ленинский       | 13,0         | ↘79 649         | 60 401 372 |
| 1937 | Октябрьский     | 49,5         | ↘166 252        | 60 401 374 |
| 1936 | Первомайский    | 44,1         | ↘188 530        | 60 401 378 |
| 1929 | Пролетарский    | 37,1         | ↘121 106        | 60 401 380 |
| 1973 | Советский       | 85,4         | ↗196 242        | 60 401 382 |

## История
В 1920 году на территории города Ростова существовали два района — Темерницкий и Нахичеванский, которые в 1921 году были упразднены.
Впервые городские районы Ростова упоминаются в официальных источниках с 1937 года, когда город стал административным центром вновь образованной Ростовской области. По состоянию на 1 января 1939 года имелось 8 районов города:
1. Андреевский
2. Железнодорожный
3. Кировский
4. Ленинский
5. Октябрьский
6. Орджоникидзевский
7. Пролетарский
8. Сталинский.

С ноября 1945 года Ростов-на-Дону, получивший статус города республиканского подчинения, административно имел также 8 районов города: Андреевский, Железнодорожный, Кировский, Ленинский, Октябрьский, Орджоникидзевский, Пролетарский и Сталинский.. Такое внутригородское устройство сохранялось до 1956 года, после чего количество административных районов города сократилось до шести, в связи с упразднением Андреевского и Орджоникидзевского районов. В 1961 году Сталинский район города Ростова-на-Дону был переименован в Первомайский. В 1965 году в городе Ростове-на-Дону имелись следующие районы: Железнодорожный, Кировский, Ленинский, Октябрьский, Первомайский и Пролетарский.
В 1973 году образован за счёт территории Октябрьского и Железнодорожного районов новый 7-й по счёту Советский район города Ростова-на-Дону.
В 1985 году образован восьмой район, получивший название Ворошиловский за счёт территории Октябрьского и Первомайского районов города.